# Велеч
Велеч (пол. Wełecz) — село в Польщі, у гміні Бусько-Здруй Буського повіту Свентокшиського воєводства.
Населення — 595 осіб (2011).
У 1975-1998 роках село належало до Келецького воєводства.

## Демографія
Демографічна структура на день 31 березня 2011 року:
|          | Загалом | Допрацездатний вік | Працездатний вік | Постпрацездатний вік |
| -------- | ------- | ------------------ | ---------------- | -------------------- |
| Чоловіки | 294     | 56                 | 203              | 35                   |
| Жінки    | 301     | 61                 | 173              | 67                   |
| Разом    | 595     | 117                | 376              | 102                  |